# Сан-Джованни-деи-Фиорентини
Базилика Сан-Джованни-деи-Фиорентини, Церковь Святого Иоанна Крестителя флорентийцев (итал.  La basilica di San Giovanni Battista dei Fiorentini) — католическая приходская церковь Святого Иоанна Крестителя, покровителя города Флоренции, построенная для общины флорентийцев. Расположена в центре Рима на Виа Джулия у левого берега Тибра. Базилика Сан-Джованни-деи-Фиорентини является титулярной церковью, кардиналом-священником с титулом церкви Сан-Джованни-деи-Фиорентини с 28 июня 2018 года, является итальянский кардинал Джузеппе Петрокки.

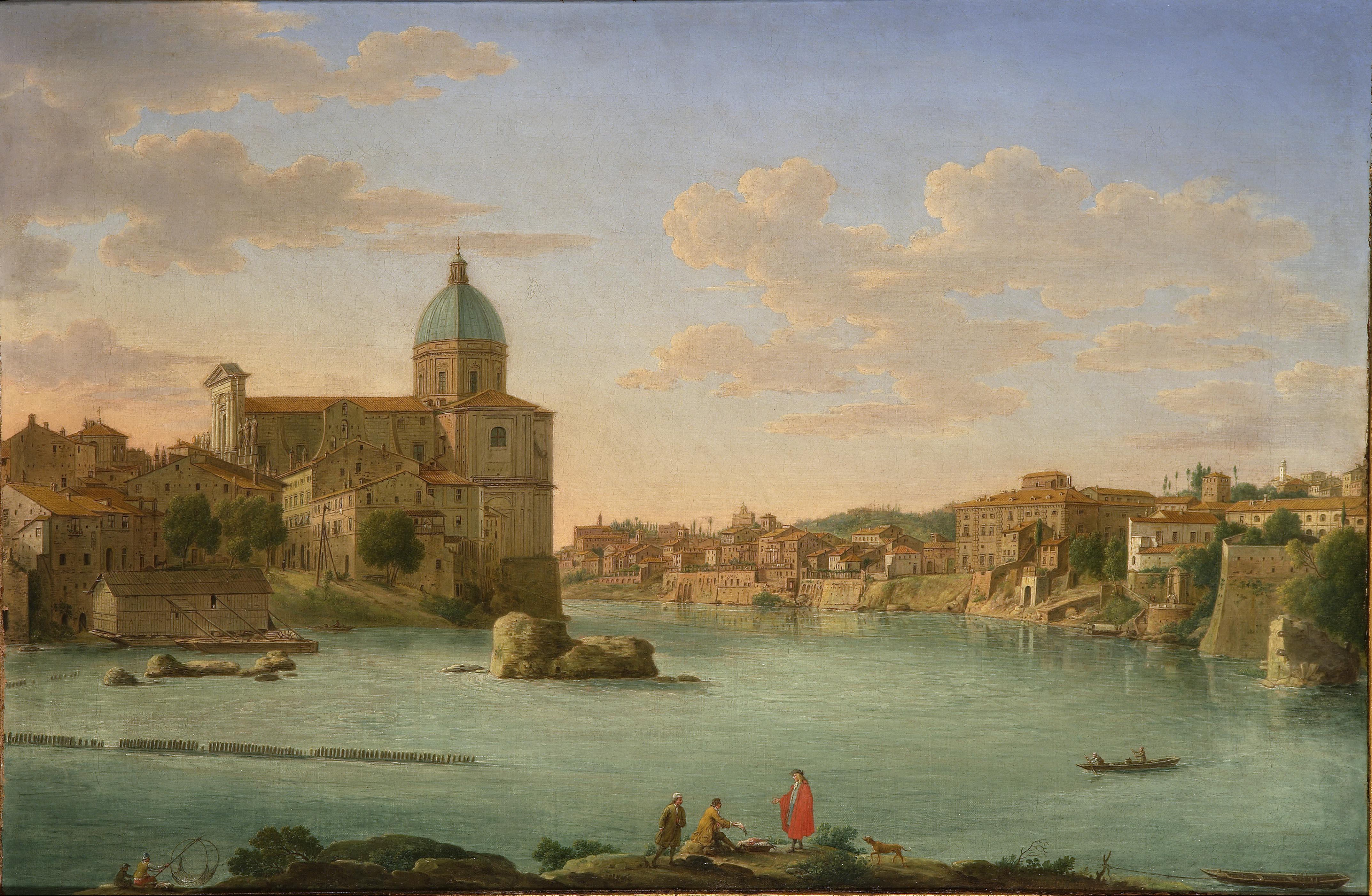
Х. Ф. ван Линт. Вид на церковь Сан-Джованни-деи-Фиорентини. 1739. Холст, масло. Частное собрание

## История
В 1518 году папа Лев X (1513—1521) из флорентийской семьи Медичи, решил превратить старую церковь Сан-Панталео в «национальную» для своих соотечественников в Риме. Для этого в 1518 году он инициировал конкурс. Свои проекты предложили самые знаменитые флорентийские художники: Бальдассаре Перуцци и Рафаэля Санти. Но их проекты не были утверждены.
Строительные работы начал Якопо Сансовино, но в дальнейшем строительство осуществляли по проекту Антонио да Сангалло Младшего и Джакомо делла Порта.
В 1559 году Козимо I Медичи, великий герцог Тосканский, предложил Микеланджело подготовить проект церкви, и он представил проект на основе центрического плана, но это предложение не было принято и в основу был положен базиликальный план в виде латинского креста. Основное строительство осуществлялось в 1583—1602 годах под руководством Джакомо делла Порта. Завершал работы в 1614 году Карло Мадерна, который, позднее, и был захоронен в этой церкви. Главный фасад создавал Алессандро Галилей с 1734 года в стиле контрреформации, но он скончался в декабре 1737 года за год до завершения работ.
В 1564 году настоятелем церкви Сан-Джованни-деи-Фиорентини был назначен флорентийский монах-доминиканец Филипп Нери, впоследствии канонизированный. Это назначение было связано с желанием общины выходцев из Флоренции иметь во главе церкви почитаемого земляка. При этой церкви Филипп также начал проводить «оратории», участники которых стали именовать себя ораторианцами.

## Архитектура
Карло Мадерна руководил строительством церкви с 1602 по 1620 год, завершив в 1634 году стройный купол «римского типа». Однако главный фасад, созданный по проекту Алессандро Галилея, не был закончен до 1734 года.
Фасад представляет собой типичное произведение стиля контрреформации, или трентино — одного из течений римского барокко, сложившегося после постановлений Тридентского собора. Характерные композиционные приёмы: симметрия, два яруса, мощные колонны коринфского ордера, установленные попарно на высоких цоколях, раскрепованный антаблемент, волюты по сторонам второго яруса, создающие напряжённый зрительный переход от верхнего яруса к нижнему, комбинации треугольных и лучковых фронтонов, статуи на балюстраде, купол над средокрестием.

## Произведения искусства в интерьере

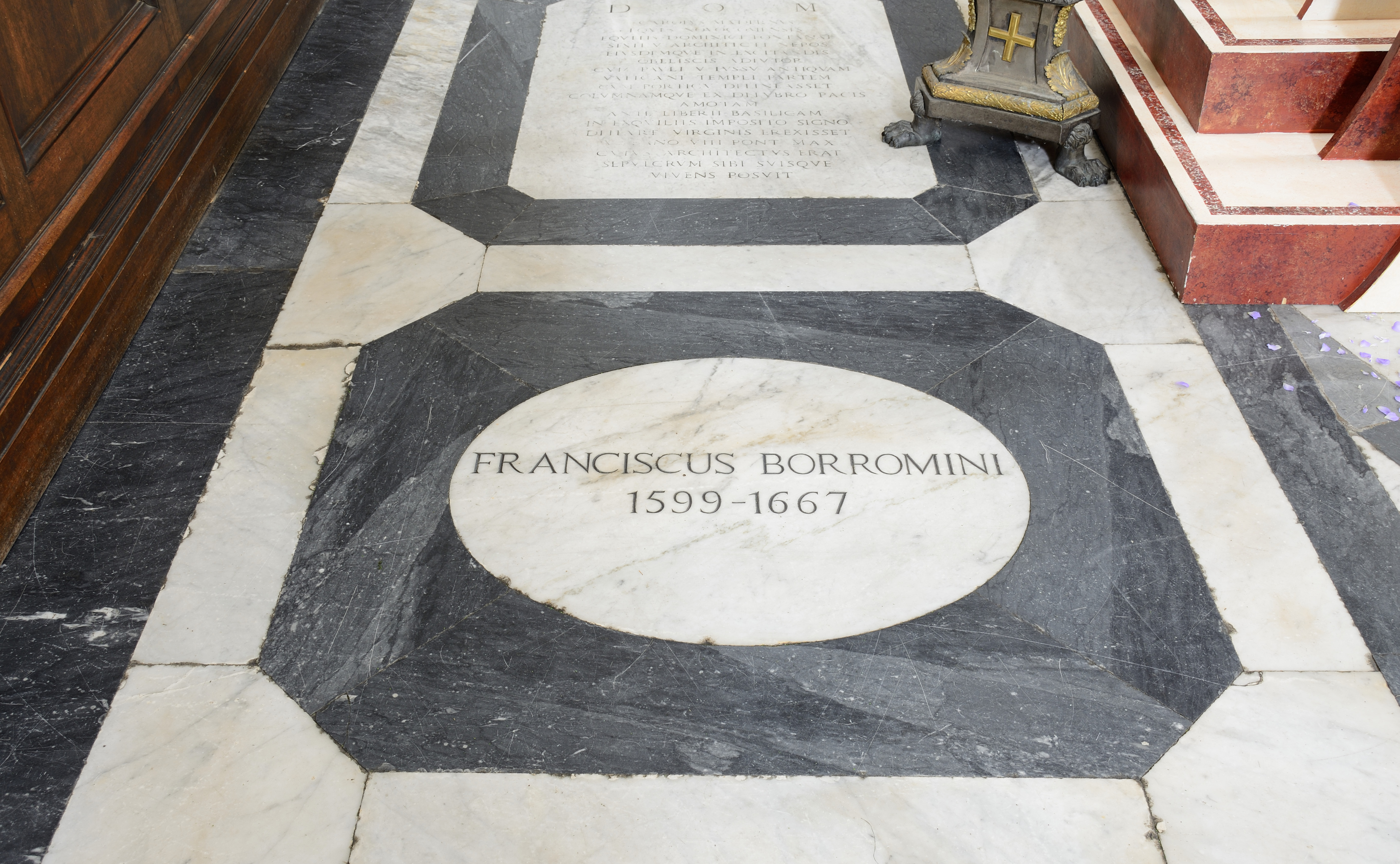
Захоронение Ф. Борромини

Над оформлением интерьера работали многие тосканские мастера. Церковь имеет оригинальный план: три нефа, соответственно три апсиды и не выходящий за границы компактного объёма трансепт. Из боковых нефов осуществляются проходы в ряды капелл, по пять с каждой стороны.
В 1634 году флорентийский дворянин Орацио Фальконьери заказал архитектору Пьетро да Кортонe спроектировать главный алтарь. Были подготовлены чертежи и макет, но проект не был выполнен. Идея Кортоны предполагала устройство скрытых от глаз окон, которые освящали бы алтарь. Тридцать лет спустя Фальконьери вернулся к этому проекту, но передал его архитектору Франческо Борромини. После смерти Борромини в 1667 году работа была завершена и частично изменена Пьетро да Кортона, а после его смерти в 1669 году — Чиро Ферри, учеником и помощником Кортоны.
Апсида базилики представляет собой настоящий музей барочной скульптуры. Статуарная группа «Крещение Христа» главного алтаря выполнена Антонио Раджи, учеником прославленного Джан Лоренцо Бернини. По сторонам алтаря из красного мрамора располагаются надгробия членов семьи Фальконьери со статуями «Веры» (La Fede) работы Эрколе Феррата и «Милосердие» (La Carità) Доменико Гвиди, фигуры гениев, несущих рельефные портреты членов семьи Фальконьери в медальонах. Алтарь венчают статуи «Правосудие» (La Giustizia) Мишеля Ангье и «Прочность» (La Fortezza) Леонардо Рети.
Трансепт украшают бюсты заказчиков и донаторов церкви: Антонио Барберини, Бернини, Пьера Франческо де Росси, Доменико Гвиди, Оттавиано Аччайоли, Эрколе Феррата и Оттавио Корсини дель Альгарди.
Статуями и барельефами украшена «Капелла Мадонны Милосердия» (Cappella della Madonna della Misericordia). В капелле Саккетти, или «Капелле Распятия (Cappella del Crocifisso), находится бронзовое распятие, выполненное Паоло Санкирико по проекту Просперо Антики. Джованни Ланфранко в 1623—1624 годах написал для капеллы картины. В «Капелле Милосердного Иисуса» (Cappella di Gesù Misericordioso) имеются скульптуры Джино Джаннетти.
В соседнем музее Сан-Джованни-де-Фиорентини экспонируется статуя молодого Иоанна Крестителя. Ранее она приписывалась Донателло, но благодаря обнаружению документов ныне атрибутируется Микеланджело Буонарроти. Там же находятся бюсты Антонио Копполы и Антонио Чеппарелло работы Джан Лоренцо Бернини, бронзовое распятие работы Антонио Раджи, реликварий ноги Марии Магдалины из мастерской Бенвенуто Челлини из серебра, бронзы и золота, большая серебряная дарохранительница Луиджи Валадье и многие другие произведения.
Надгробия в алтарной части выполнил Борромини, который также похоронен в церкви Сан-Джованни-деи-Фиорентини рядом с могилой своего учителя Карло Мадерна. Однако, согласно правилу, на его плите нет надписи, поскольку захоронение самоубийц не может быть обозначено и даже не может находиться в храме. Но для Борромини сделали частичное исключение.

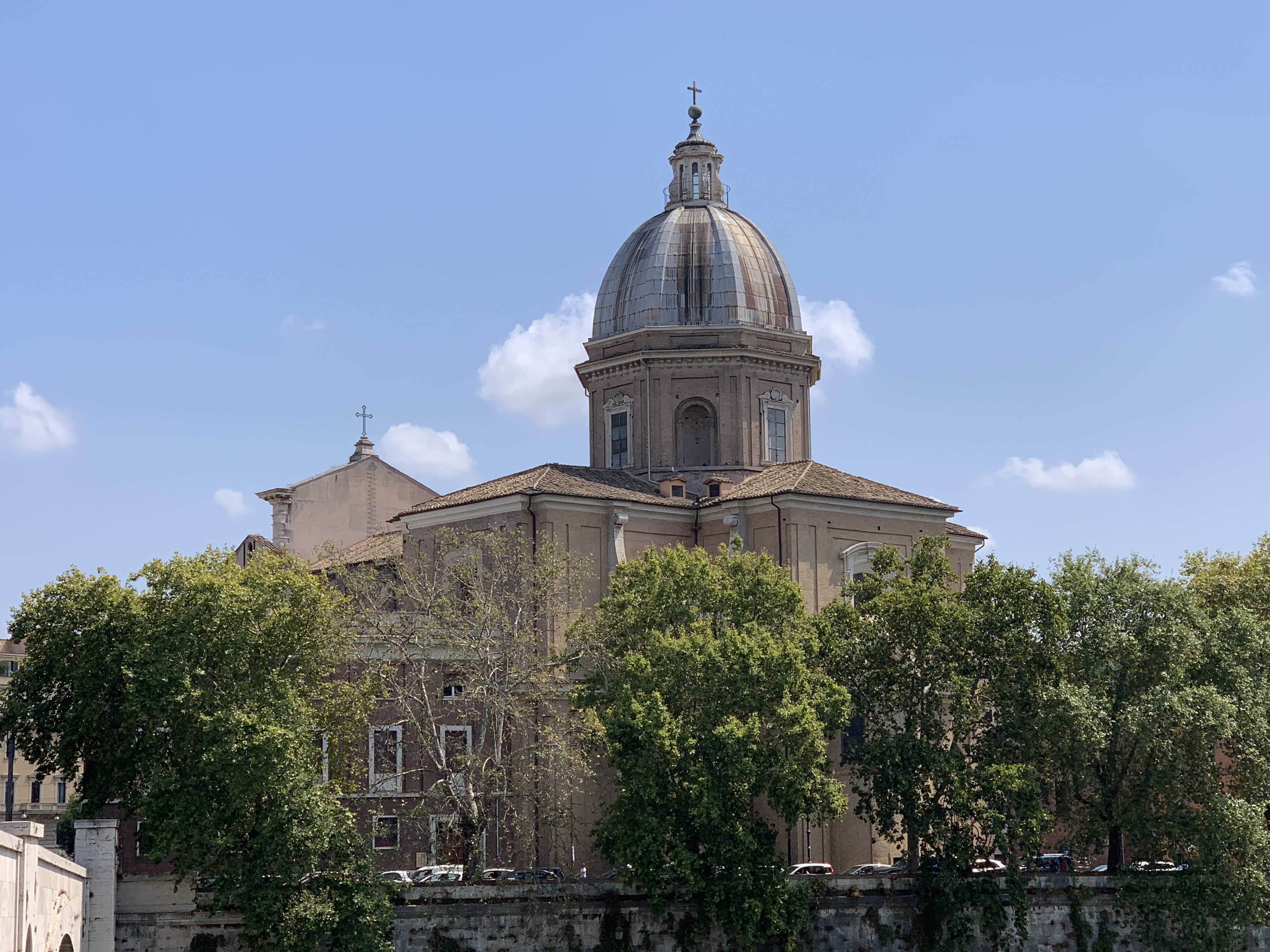
Купол церкви
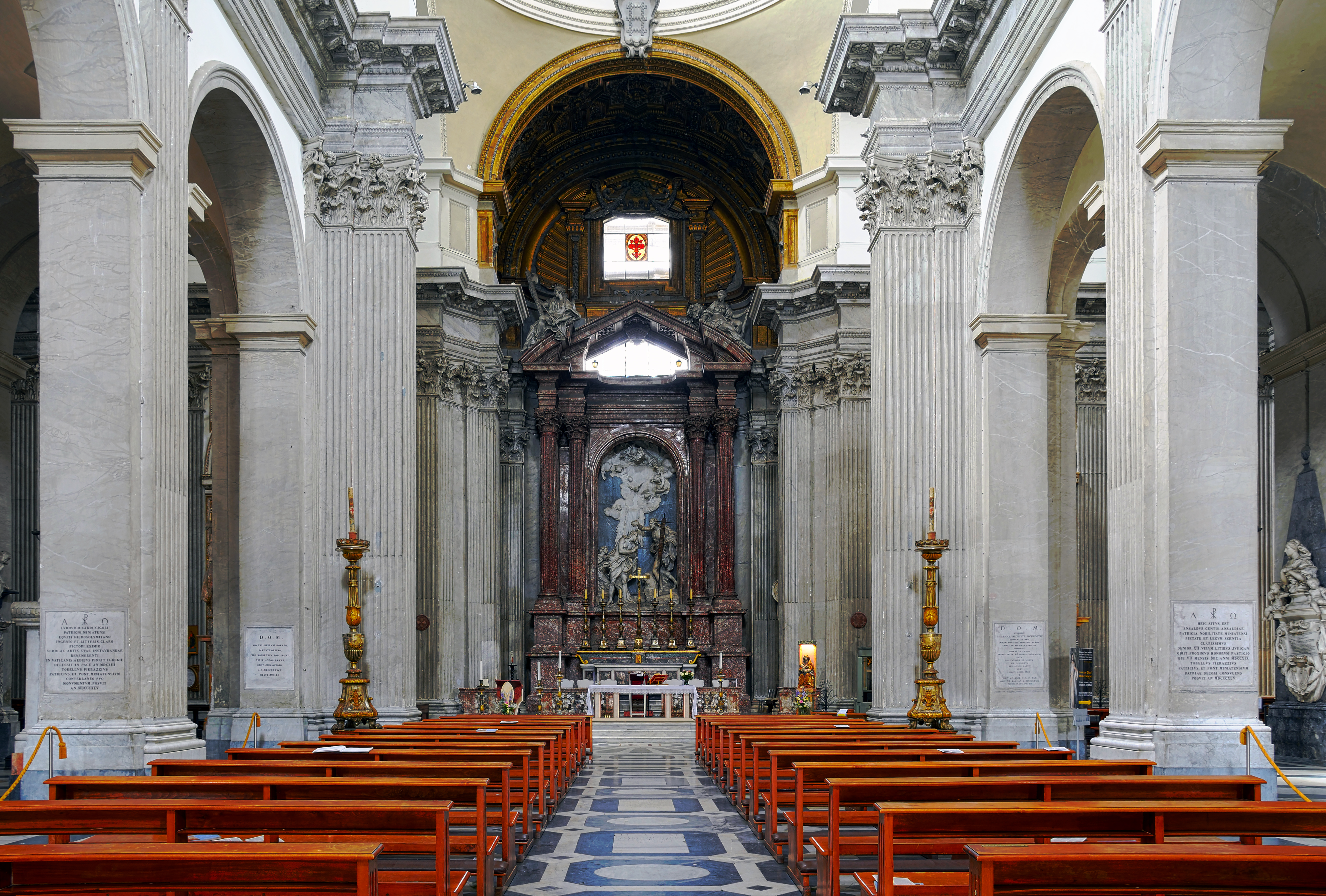
Интерьер
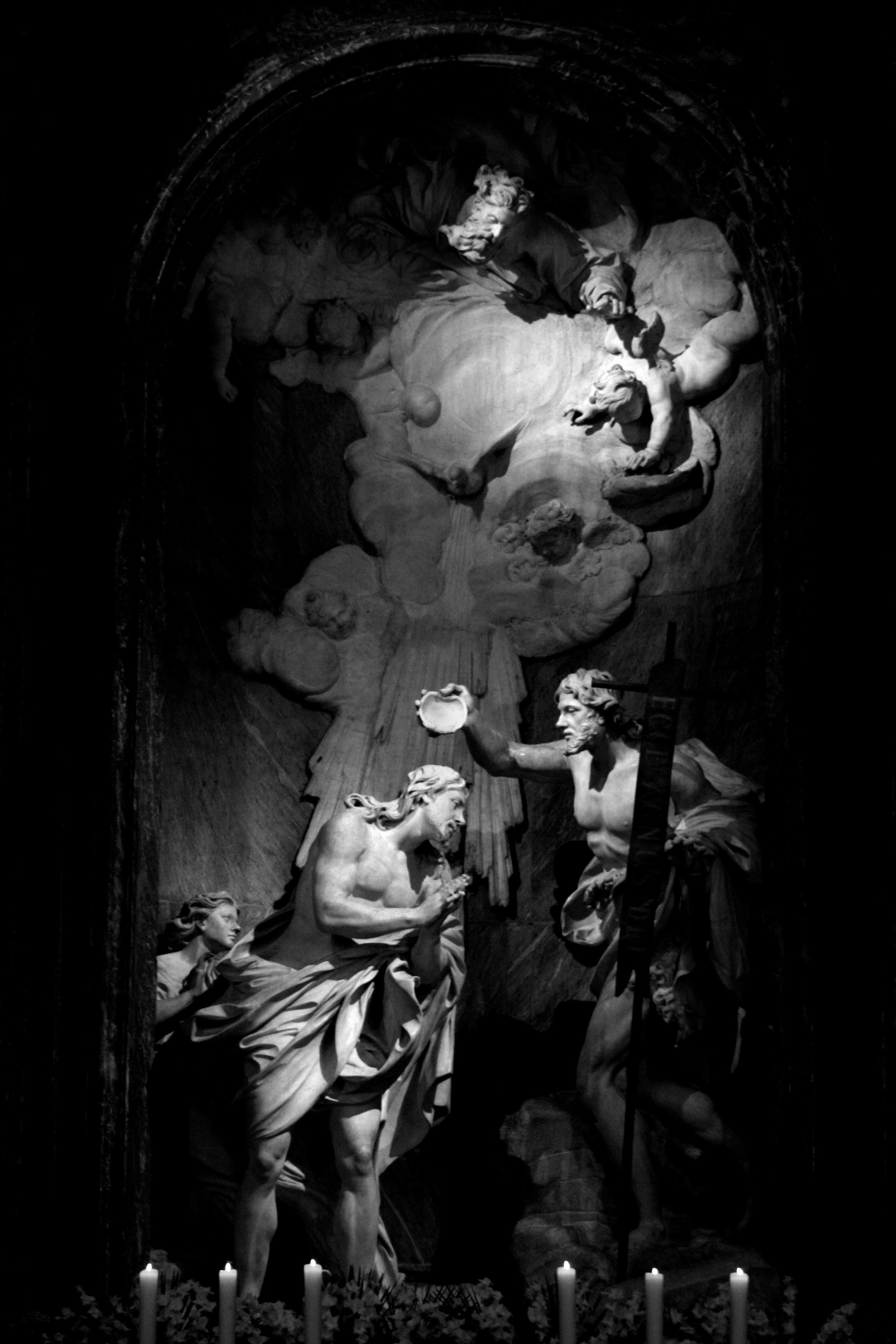
А. Раджи. Крещение Христа. Скульптурная группа главного алтаря
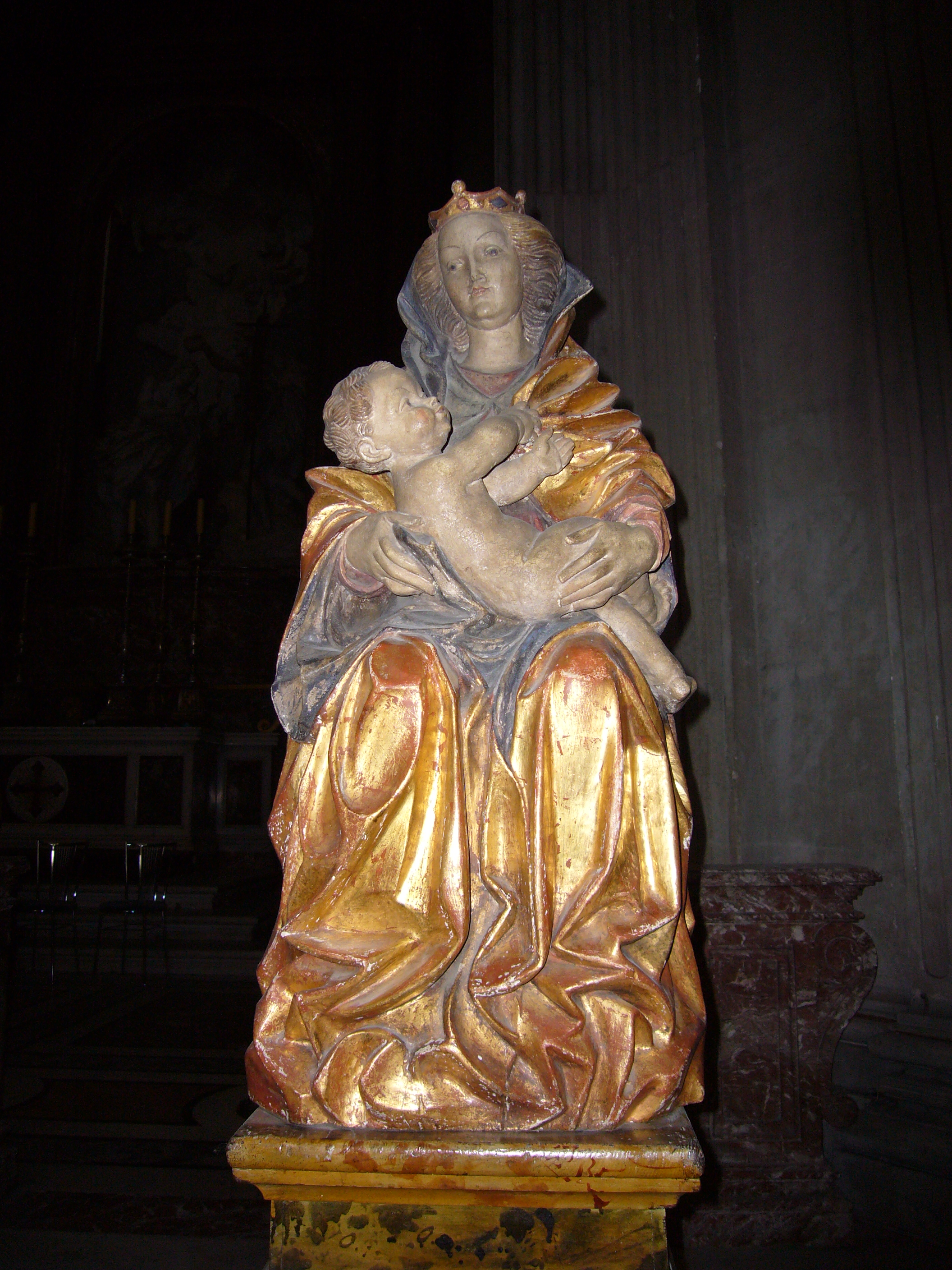
Фигура Мадонны главного алтаря
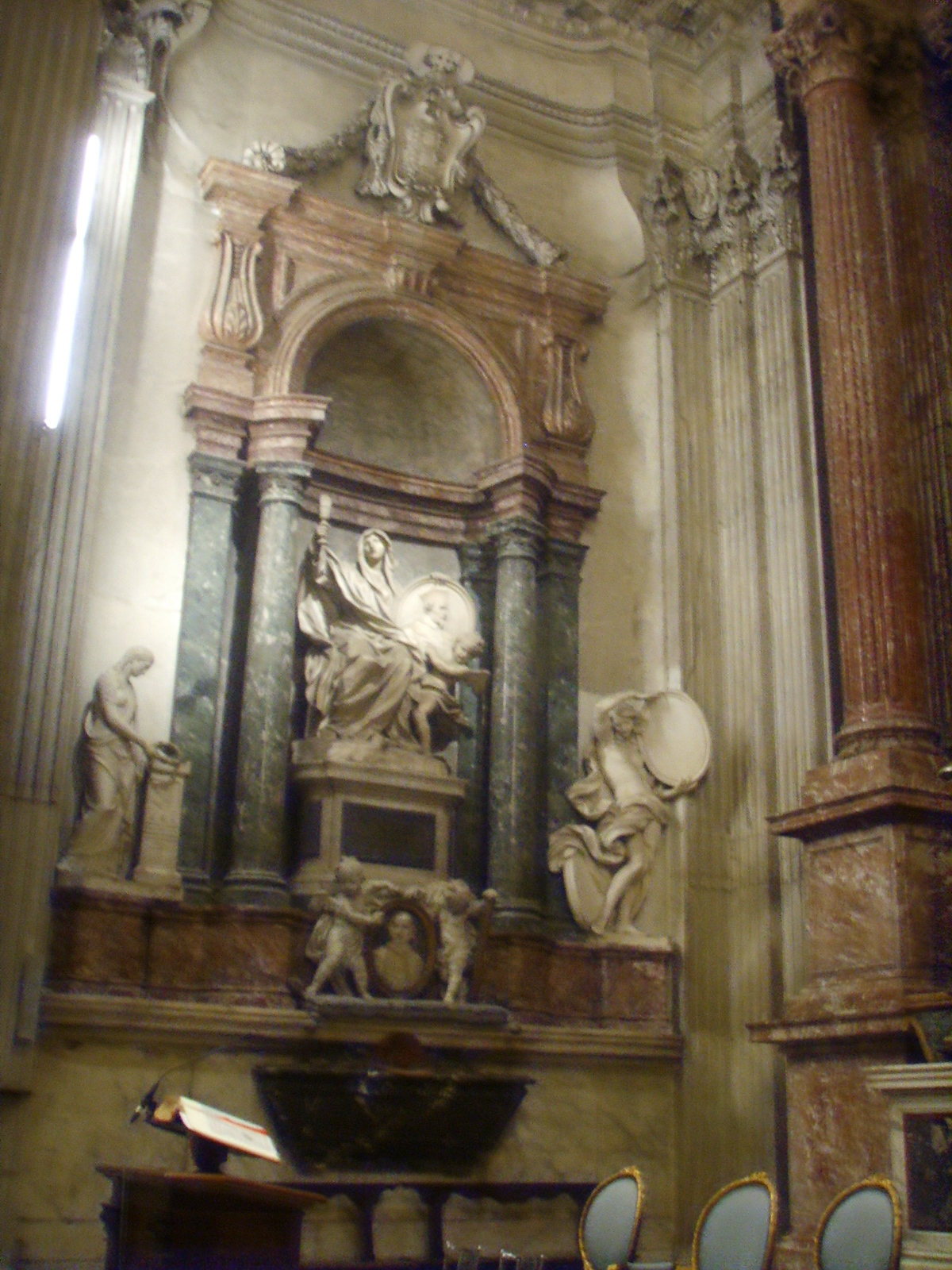
Капелла Фальконьери. Левая стена
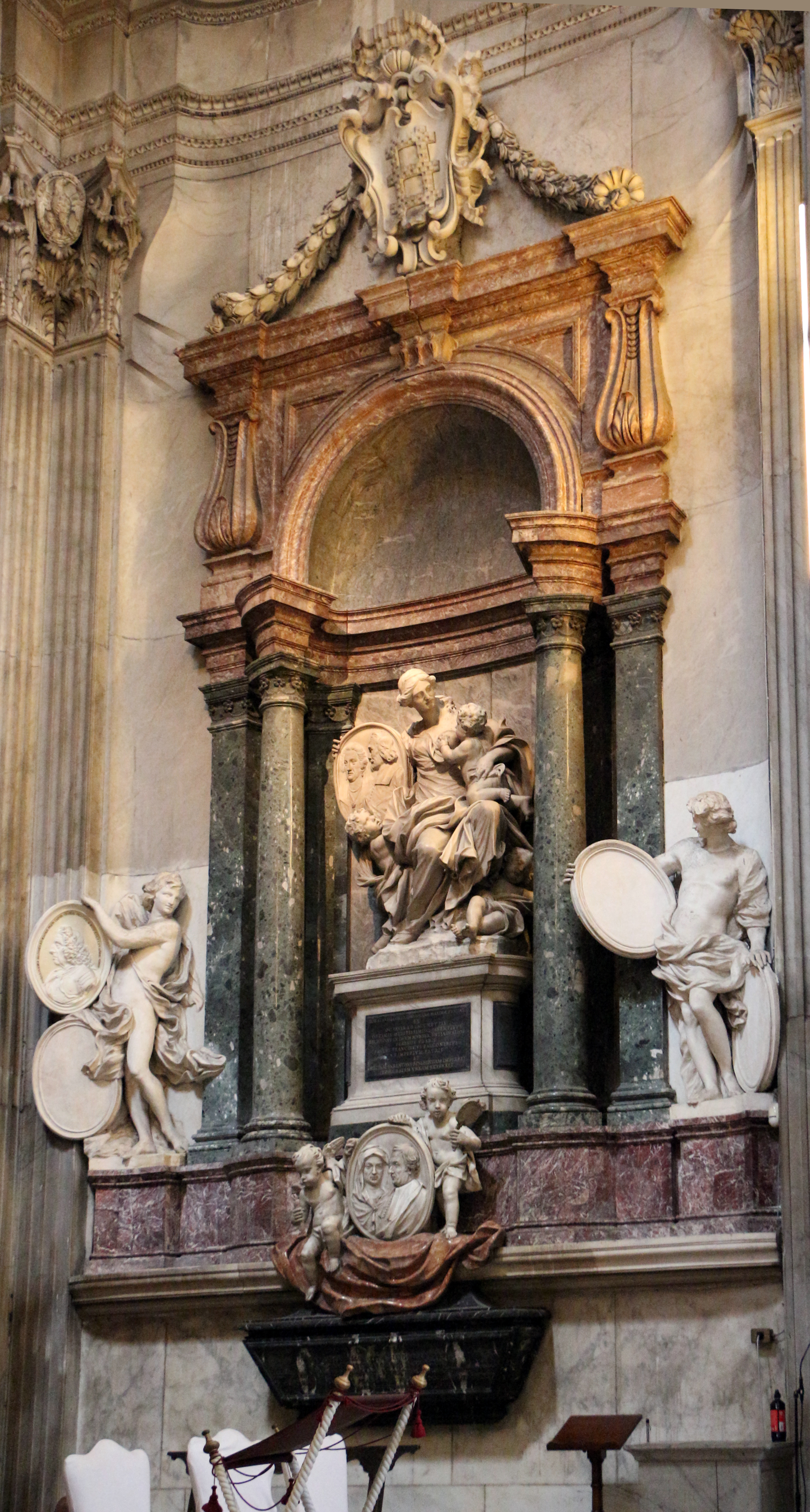
Д. Гвиди. Надгробие Орацио Фальконьери и Оттавии Саккетти
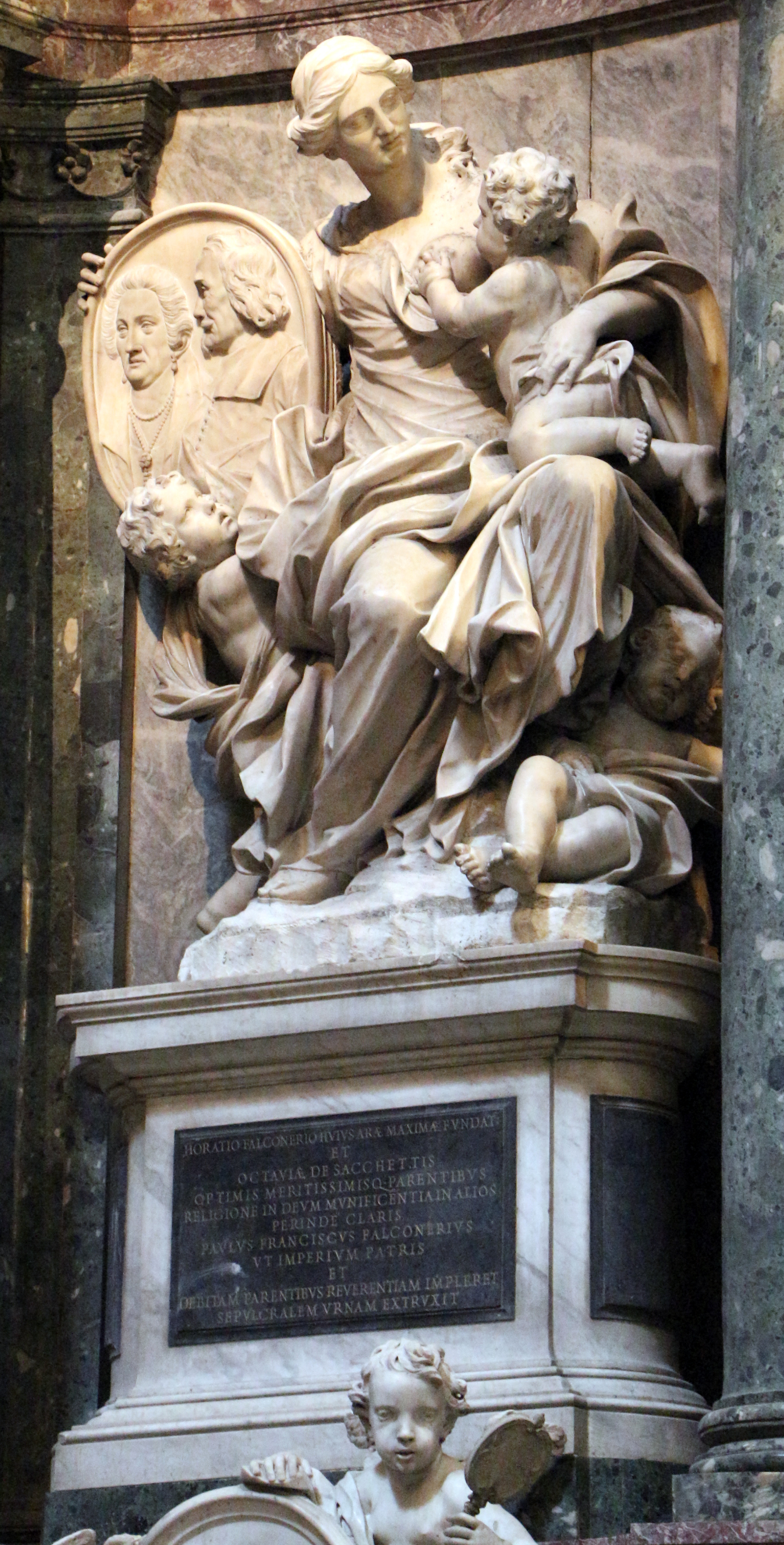
Д. Гвиди. Надгробие Орацио Фальконьери и Оттавии Саккетти. Центральная композиция «Милосердие»
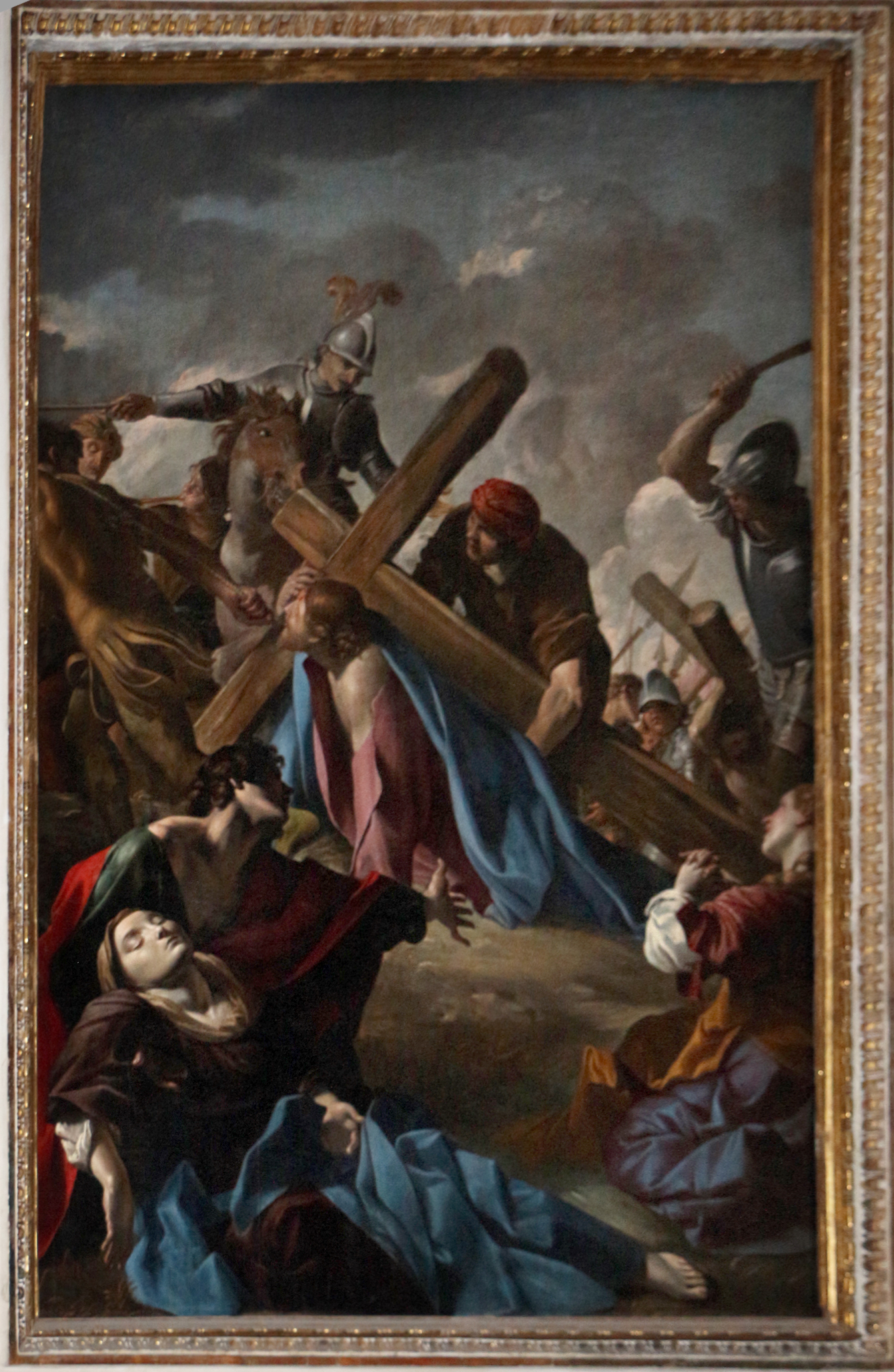
Дж. Ланфранко. Несение креста. 1621